# Kilosa, Morogoro
Kilosa este un oraș situat în partea de est a Tanzaniei, în regiunea Morogoro.